# Pusztafödémes
Pusztafödémes (szlovákul Pusté Úľany) község Szlovákiában, a Nagyszombati kerületben, a Galántai járásban.

## Fekvése
Galántától 12 km-re északnyugatra terül el.

## Élővilága
Pusztafödémesen korábban volt gólyafészek.

## Története
A települést 1221-ben "Villa Fudemus" néven említik először, a pozsonyi vár tartozéka volt. Neve az ősi magyar „födém” (= méhkaptár) szóból való, valószínűleg fejedelmi méhészek lakóhelye volt, amely időközben elpusztult, majd újratelepült.
Több nemesi család birtoka, majd a Zichy családé. 1681-től Pozsony vármegye egyik artikuláris helye.
Vályi András szerint „Puszta Födémes. Tót falu Poson Vármegyében, birtokosai külömbféle Urak, lakosai katolikusok, és evangelikusok, fekszik Posontól négy mértföldnyire, nevezetes vala Tsadek nevű tava, melly már lefolyóva tétettetett, és nem tsak jó legelőt szolgáltat; hanem a’ Posoni út is általa meg rövidíttetett. Határja jó termékenységű.”
Fényes Elek szerint „Födémes (Puszta), vegyes magyar-tót falu, Pozsony vmegyében, Szenczhez keletre 1 1/2 óra, a Csádé patakja mellett: 960 kath., 177 evang., 19 ref., 8 zsidó lak. Ékesitik ezen helységet a kath. és evang. anyatemplomok, a földesuraknak csinos épületei és kertjei. Nagy kiterjedésü határja igen termékeny; rétje, legelője sok, s azért számos csapat és többnyire nemesitett juhnyájakat táplál; fában szükséget szenved; a Pozsonyból Szenczre vivő országutban van két vendégfogadója. F. u. több közbirtokosok.”
A trianoni békeszerződésig Pozsony vármegye Galántai járásához tartozott.

## Népessége
| Év:            | 1994. | 2004.   | 2014.   | 2024.   |
| -------------- | ----- | ------- | ------- | ------- |
| Emberek száma: | 1519  | 1599    | 1708    | 1822    |
| Eltérés:       |       | +5,26 % | +6,81 % | +6,67 % |

| Év:            | 2023. | 2024.   |
| -------------- | ----- | ------- |
| Emberek száma: | 1844  | 1822    |
| Eltérés:       |       | -1,19 % |

A középkorban még színmagyar falu a magyar-szlovák nyelvhatár folyamatos délre húzódásával megállíthatatlanul elszlovákosodott. Az 1910-es évek kezdetén már csak néhány idős lakosa beszélt magyarul.
1880-ban 1298 lakosából 134 magyar és 1036 szlovák anyanyelvű volt.
1890-ben 1615 lakosából 230 magyar, 94 német, 1239 szlovák és 52 egyéb anyanyelvű volt. Ebből 1386 római katolikus, 123 evangélikus, 90 izraelita és 16 református.
1900-ban 1724 lakosából 331 magyar és 1317 szlovák anyanyelvű volt. A századfordulón az evangélikus diószegi fiókegyházak híveinek német nyelvű miséket tartottak. Az evangélikus gyermekeket a helyi lelkész oktatta, a diószegiek a diószegi német nyelvű római katolikus iskolába jártak. Szlovák, német és magyar nyelvű istentiszteletek voltak.
1910-ben 1697 lakosából 1191 szlovák, 477 magyar, 27 német és 2 egyéb anyanyelvű volt. A faluban nem volt szlovák iskola. Csak magyar.
1921-ben 1729 lakosából 186 magyar és 1408 csehszlovák volt.
1930-ban 1921 lakosából 41 magyar, 1849 csehszlovák, 13 zsidó, 6 német, 2 egyéb nemzetiségű és 10 állampolgárság nélküli volt.
1970-ben 1959 lakosából 9 magyar és 1939 szlovák volt.
1980-ban 1781 lakosából 22 magyar és 1736 szlovák volt.
1991-ben 1566 lakosából 41 magyar és 1500 szlovák volt.
2001-ben 1544 lakosából 1486 szlovák és 29 magyar volt.
2011-ben 1685 lakosából 1596 szlovák és 33 magyar volt.
2021-ben 1824 lakosából 43 (+4) magyar, 1728 (+14) szlovák, (+1) cigány, (+1) ruszin, 21 (+6) egyéb és 32 ismeretlen nemzetiségű volt.

## Neves személyek
- Itt született 1743-ban Lyci Kristóf a Bányai evangélikus egyházkerület püspöke 1807-től haláláig.
- Itt született 1764. július 5-én Lavotta János zeneszerző, hegedűművész.
- Itt született 1793-ban Greguss Mihály esztéta, evangélikus főiskolai tanár, író, filozófus. Greguss Ágost és Greguss Gyula édesapja.
- Itt született 1893-ban Schmidt Lajos sebész, professzor.[8]
- Itt született 1933-ban Titus Buberník csehszlovák válogatott szlovák labdarúgó.

## Nevezetességei

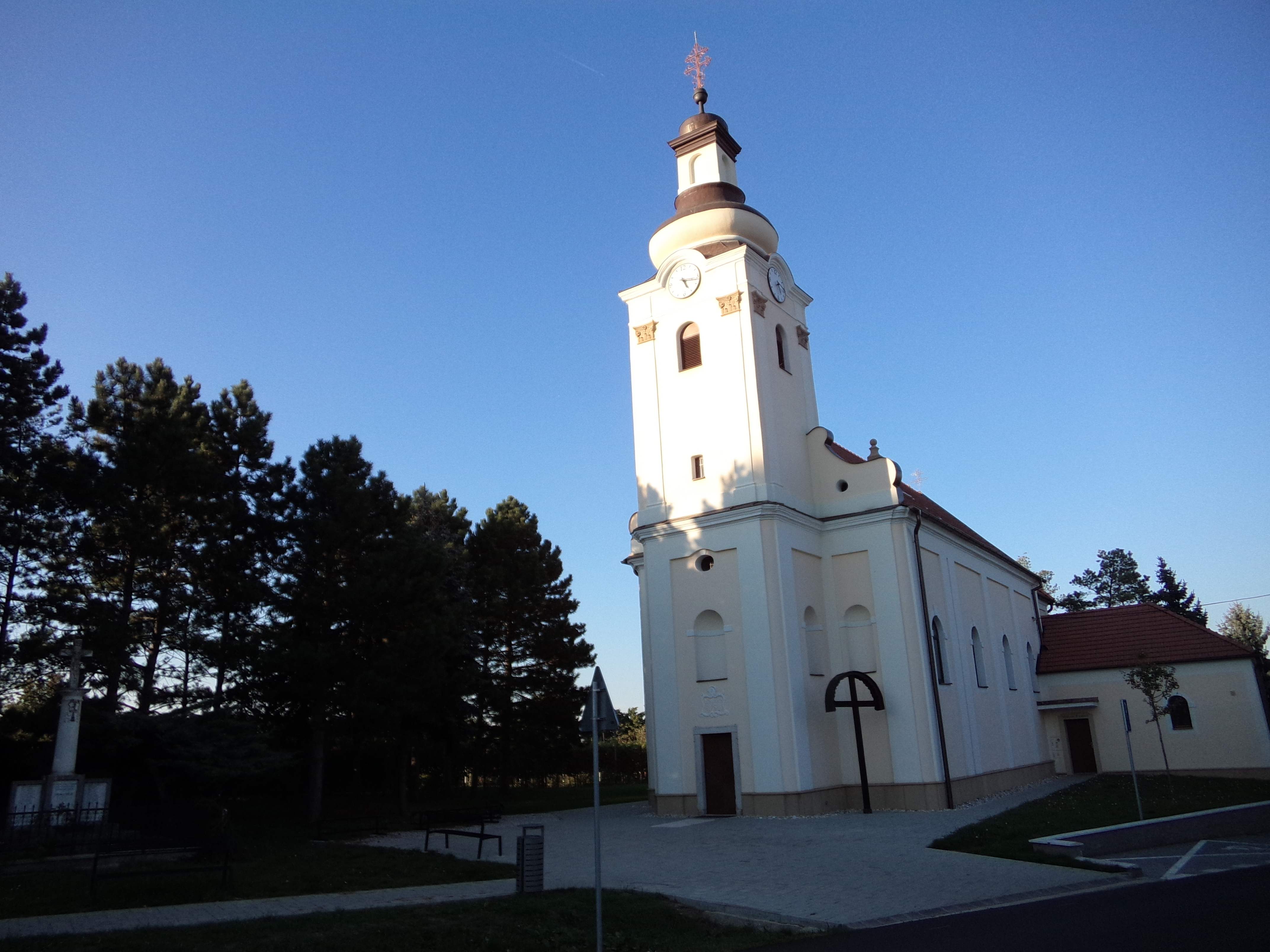
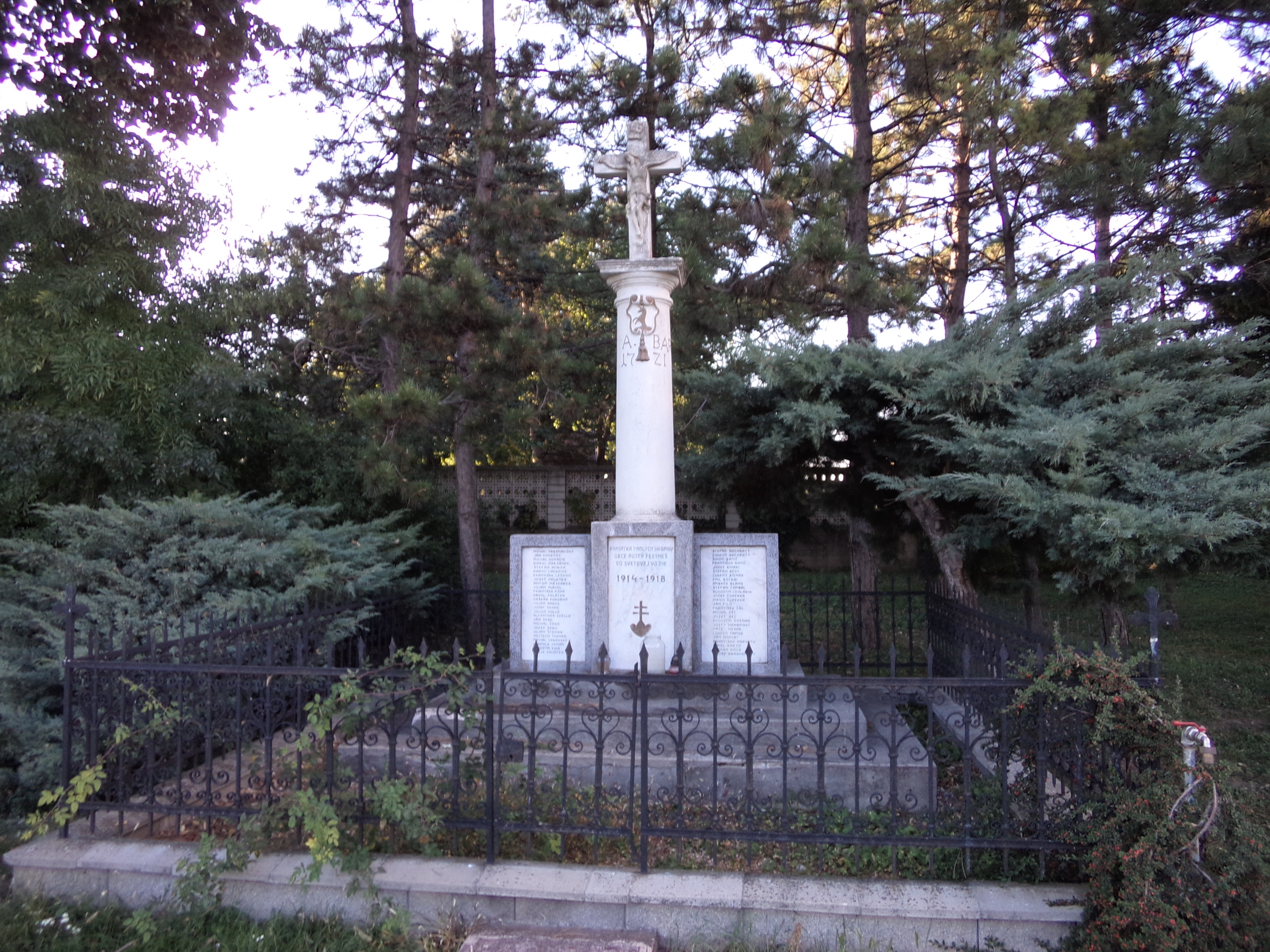
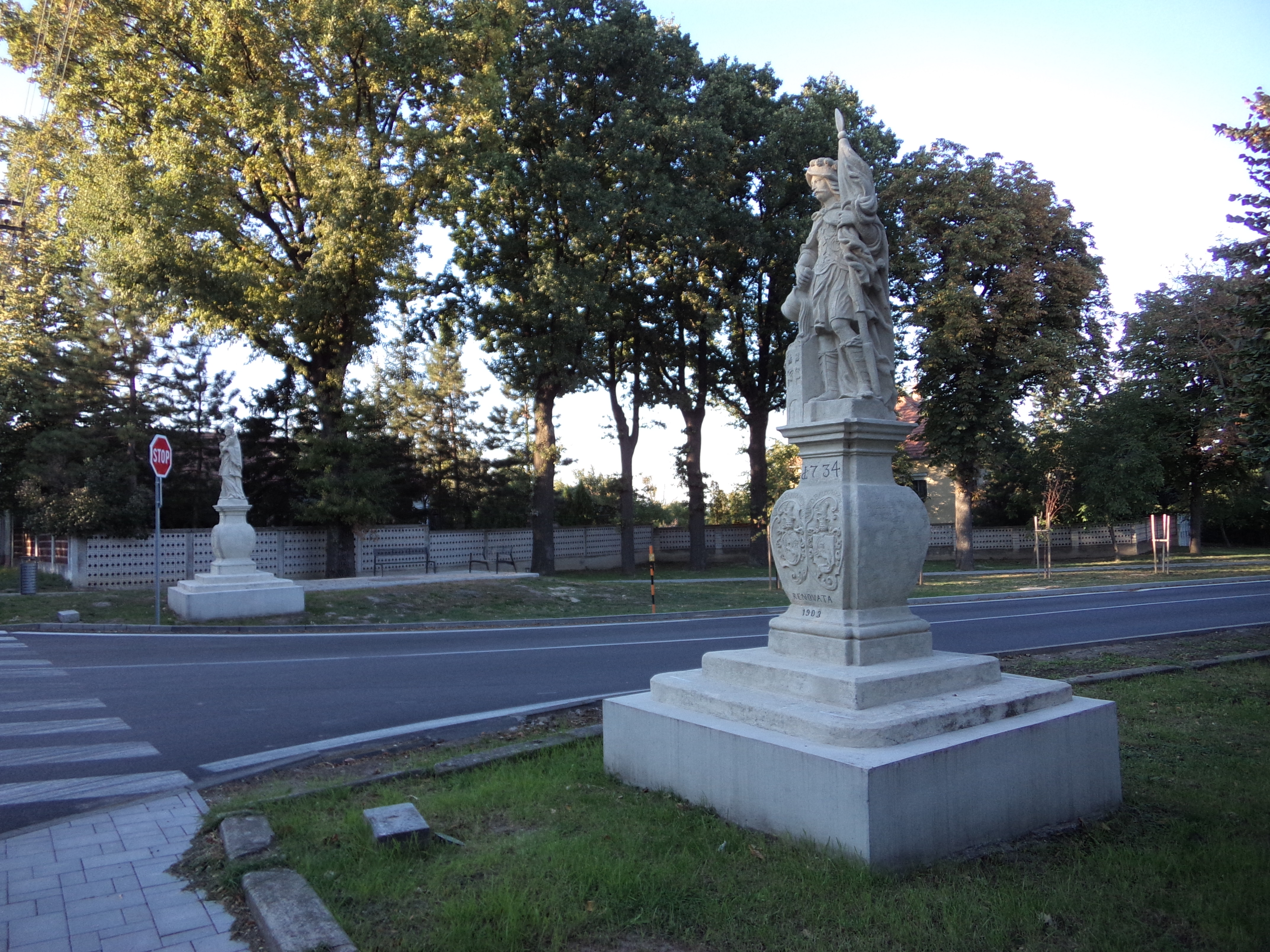

- evangélikus temploma eredetileg 1660-ban épült reneszánsz stílusban. 1820-ban leégett, ezért két évre rá cseréptetőt raktak rá. 1849-ben ismét leégtek az egyházi épületek, ezután zsindelytetőt kapott. 1863-bsn új haranglábat állíttattak. 1899-ben új paplakot állítottak tanteremmel.[9] A 19. században egy tűzvész után újjáépítették.
- Szent László tiszteletére szentelt római katolikus temploma a 18. századból származik.
- Műemléke még egy 1721-ben készült útmenti szobor és kereszt.